# Mighty Mouse

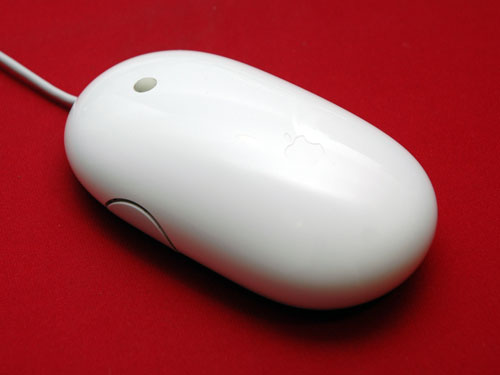
Mighty Mouse

Mighty Mouse je myš od Apple. Má tvar mýdla. Místo scrolovacího kolečka je zde kulička, která dokáže scrolovat vlevo, vpravo a nahoru, dolů. Je to laserová myš s drátem. Zapojuje se do USB. Je vyrobena z bílého plastu. Je možno ji použít na Mac a Windows. V současnosti jediným operačním systémem, který plně podporuje všechny její funkce, je Mac OS X.